# Nicea (centre des congrès)
Le palais des congrès Nicea est un centre des congrès situé à Nice inauguré le 30 avril 2025. Il s'agit d'une structure provisoire qui accueille la troisième Conférence des Nations unies sur l'océan (UNOC3) et qui devrait rester en place au moins jusqu'aux jeux olympiques d'hiver de 2030.

## Conception

### Historique
Un nouveau centre des congrès devait être construit pour remplacer l'ancien centre Acropolis situé non loin du centre-ville de ville mais faute d’accord sur le financement, la municipalité a dû se rabattre sur un projet moins ambitieux avec la mise en place de modules provisoires, dont une vaste halle de 36 000 m2, pour un budget de 20 millions d’euros pour la métropole, auxquels se sont ajoutés trois millions de l’État au titre du Fonds vert.
Le chantier du futur centre de congrès du port de Nice a été lancé en juin 2024 sur le site de l’ancien parking municipal du quai Infernet, face à la Méditerranée. Le 30 avril 2025, le site est officiellement inauguré en présence de Christian Estrosi, Maire de Nice, Président de la Métropole Nice Côte d’Azur et Président délégué de la Région Sud, d’Olivier Poivre d'Arvor, envoyé spécial du Président de la République pour l’UNOC, et d’Andrés Perez Saenz, Ministre conseiller à l’Ambassade du Costa Rica en France.
« Nicea » porte le nom latin de la ville (également dénommée Nikaia, en grec) et a été baptisé ainsi par les Niçois via la plateforme de la ville.

### Présentation
Le nouveau centre de congrès Nicea, est qualifié de « structure semi-temporaire ». Il a été principalement conçu pour accueillir la troisième Conférence des Nations unies sur l’océan (Unoc 3), organisée du 9 au 13 juin 2025. Trois bâtiments ainsi qu’une grande tente éphémère ont été créés sur le quai Amiral Infernet. Le complexe s'étend sur une surface de 6400 mètres carrés et a été édifié par la société lyonnaise GL Event. À la fin de ce congrès international, les équipements reviendront à la collectivité qui devra ajuster sa configuration pendant l’été 2025.

## Palais des congrès

### Autres événements
Dès la fin de la réunion internationale sur les océans, l’un des petits bâtiments du complexe Nicea deviendra une gare maritime haut de gamme pour les croisières de luxe organisées par la société de croisière de la Compagnie du Ponant ou le Club Med. Le grand bâtiment sera, quant à lui, exploité par l’office du tourisme de la ville, qui annonce déjà avoir signé 80 réservations fermes pour des futurs salons ou des congrès.